# Martina Beck
Martina Beck z d. Glagow (ur. 21 września 1979 r. w Garmisch-Partenkirchen) – biathlonistka niemiecka, czterokrotna medalistka olimpijska, wielokrotna medalistka mistrzostw świata, a także zdobywczyni Pucharu Świata.

## Kariera
Pierwszy raz na arenie międzynarodowej pojawiła się w 1997 roku, startując na mistrzostwach świata juniorów w Forni Avoltri. Zdobyła tam srebrne medale w sprincie i sztafecie oraz brązowy w biegu drużynowym. Na rozgrywanych rok później mistrzostwach świata juniorów w Valcartier wygrała w sztafecie, była druga w biegu drużynowym i trzecia w sprincie. Ponadto podczas mistrzostw świata juniorów w Pokljuce rok później zwyciężyła w sprincie, biegu pościgowym i sztafecie.
W Pucharze Świata zadebiutowała 5 stycznia 2000 roku w Oberhofie, zajmując szóste miejsce w sprincie. Tym samym już w debiucie zdobyła pierwsze punkty. Pierwszy raz na podium zawodów pucharowych stanęła 21 stycznia 2000 roku w Anterselvie, gdzie wygrała rywalizację w sprincie. W zawodach tych wyprzedziła dwie rodaczki: Martinę Zellner i Andreę Henkel. W kolejnych startach jeszcze 41 razy stanęła na podium, odnosząc przy tym 14 zwycięstw: 4 w sprincie, 6 w biegu pościgowym, 2 w starcie masowym i 3 w biegu indywidualnym. Najlepsze wyniki osiągnęła w sezonie 2002/2003, kiedy zwyciężyła w klasyfikacji generalnej. Jako pierwsza Niemka w historii zdobyła Puchar Świata. Była też najlepsza w klasyfikacji biegu pościgowego i druga w sprincie. Sezon 2005/2006 ukończyła na trzecim miejscu, za Kati Wilhelm i Anną Carin Olofsson ze Szwecji. Wygrała wtedy również klasyfikację biegu masowego. Była też między innymi najlepsza w klasyfikacji biegu indywidualnego w sezonie 2007/2008.
Pierwszy medal wśród seniorek wywalczyła w 2001 roku, zajmując drugie miejsce w biegu masowym na mistrzostwach świata w Pokljuce. Rozdzieliła tam na podium Magdalenę Forsberg ze Szwecji i Norweżkę Liv Grete Poirée. Na rozgrywanych dwa lata później mistrzostwach świata w Chanty-Mansyjsku zwyciężyła w biegu pościgowym (jako pierwsza Niemka w historii), a w sztafecie była trzecia. Kolejne medale zdobyła podczas mistrzostw świata w Oberhofie w 2004 roku. Najpierw była trzecia w sprincie, ulegając Poirée i Rosjance Annie Bogalij-Titowiec. Dzień później w biegu pościgowym była druga, za Poirée a przed Bogalij-Titowiec. Ponadto była tam ponownie trzecia w sztafecie. Trzy medale zdobyła także na mistrzostwach świata w Anterselvie w 2007 roku. W biegu indywidualnym była trzecia za Norweżką Lindą Grubben i Francuzką Florence Baverel-Robert. Trzy dni później zajęła drugie miejsce w biegu masowym, przegrywając tylko z Andreą Henkel. W sztafecie razem z Henkel, Wilhelm i Magdaleną Neuner zdobyła złoty medal w sztafecie. W 2008 roku zajęła drugie miejsce w biegu indywidualnym podczas mistrzostw świata w Östersund. Tym razem rozdzieliła Rosjankę Jekatierinę Jurjewaą i Oksanę Chwostenko z Ukrainy. W takim samym składzie jak przed rokiem Niemki obroniły tytuł zdobyty w sztafecie. Ostatni medal w zawodach tego cyklu zdobyła w 2009 roku, zajmując drugie miejsce w sztafecie na mistrzostwach świata w Pjongczangu.
W 2002 roku wystartowała na igrzyskach olimpijskich w Salt Lake City, gdzie w swoim jedynym występie była siódma w biegu indywidualnym. Starty olimpijskie podczas igrzysk w Turynie cztery lata później rozpoczęła od brązowego medalu w biegu indywidualnym, za Rosjankami Swietłaną Iszmuratową i Olgą Pylową. Po dyskwalifikacji tej drugiej Beck otrzymała ostatecznie srebrny medal. Słabiej wypadła w biegu sprinterskim (17. miejsce), ale w biegu na dochodzenie znacznie awansowała i ukończyła rywalizację na 2. miejscu, za Kati Wilhelm. Srebrny medal zdobyła ponadto w składzie sztafety (z Wilhelm, Apel i Henkel), a w biegu ze startu wspólnego uplasowała się tuż za podium (4. miejsce). Brała też udział w igrzyskach olimpijskich w Vancouver w 2010 roku, gdzie razem z koleżankami zdobyła brązowy medal w sztafecie, a bieg indywidualny ukończyła na 29. miejscu.
24 lipca 2008 wzięła ślub z emerytowanym austriackim biathlonistą Güntherem Beckiem.

## Osiągnięcia

### Igrzyska olimpijskie
| Rok  | Miejscowość    | Konkurencje | Konkurencje | Konkurencje | Konkurencje | Konkurencje | Konkurencje | Konkurencje |
| Rok  | Miejscowość    | IN          | SP          | PU          | MS          | RL          | MR          | SR          |
| ---- | -------------- | ----------- | ----------- | ----------- | ----------- | ----------- | ----------- | ----------- |
| 2002 | Salt Lake City | 7.          | –           | –           | nd.         | –           | nd.         | –           |
| 2006 | Turyn          | 2.          | 17.         | 2.          | 4.          | 2.          | nd.         | –           |
| 2010 | Vancouver      | 29.         | –           | –           | –           | 3.          | nd.         | –           |

### Mistrzostwa świata
| Rok  | Miejscowość      | Konkurencje | Konkurencje | Konkurencje | Konkurencje | Konkurencje | Konkurencje | Konkurencje |
| Rok  | Miejscowość      | IN          | SP          | PU          | MS          | RL          | MR          | SR          |
| ---- | ---------------- | ----------- | ----------- | ----------- | ----------- | ----------- | ----------- | ----------- |
| 2000 | Oslo/Kontiolahti | –           | 34.         | 24.         | 17.         | –           | nd.         | –           |
| 2001 | Pokljuka         | 12.         | –           | –           | 2.          | –           | nd.         | –           |
| 2002 | Oslo             | nd.         | nd.         | nd.         | 12.         | nd.         | nd.         | –           |
| 2003 | Chanty-Mansyjsk  | 6.          | 10.         | 1.          | 12.         | 3.          | nd.         | –           |
| 2004 | Oberhof          | 6.          | 3.          | 2.          | 26.         | 3.          | nd.         | –           |
| 2005 | Hochfilzen       | 27.         | 28.         | 13.         | 5.          | 2.          | nd.         | –           |
| 2006 | Pokljuka         | nd.         | nd.         | nd.         | nd.         | nd.         | 10.         | –           |
| 2007 | Anterselva       | 3.          | 36.         | 11.         | 2.          | 1.          | –           | –           |
| 2008 | Östersund        | 2.          | 14.         | 7.          | 6.          | 1.          | –           | –           |
| 2009 | Pjongczang       | 28.         | 12.         | 6.          | 11.         | 2.          | –           | –           |

### Mistrzostwa świata juniorów
| Rok  | Miejscowość   | Konkurencje | Konkurencje | Konkurencje | Konkurencje | Konkurencje | Konkurencje | Konkurencje |
| Rok  | Miejscowość   | IN          | SP          | PU          | MS          | RL          | MR          | SR          |
| ---- | ------------- | ----------- | ----------- | ----------- | ----------- | ----------- | ----------- | ----------- |
| 1997 | Forni Avoltri | –           | 2.          | nd.         | nd.         | 2.          | nd.         | –           |
| 1998 | Valcartier    | 4.          | 3.          | nd.         | nd.         | 1.          | nd.         | –           |
| 1999 | Pokljuka      | 9.          | 1.          | 1.          | nd.         | 1.          | nd.         | –           |

### Puchar Świata

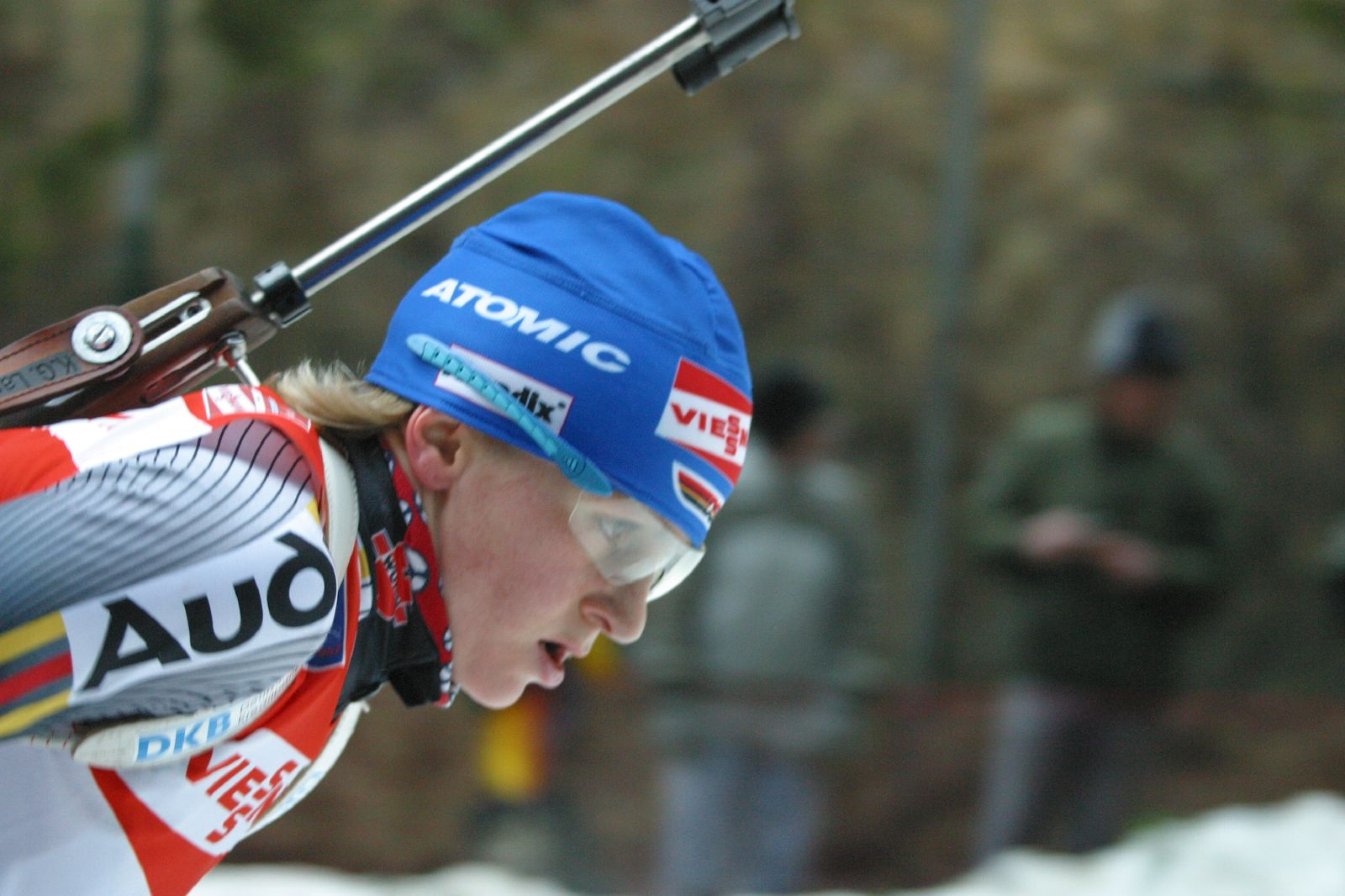
Martina Beck w Antholz (2006)

#### Miejsca w klasyfikacji generalnej
| Sezon     | Miejsce |
| --------- | ------- |
| 1999/2000 | 13.     |
| 2000/2001 | 9.      |
| 2001/2002 | 12.     |
| 2002/2003 | 1.      |
| 2003/2004 | 6.      |
| 2004/2005 | 11.     |
| 2005/2006 | 3.      |
| 2006/2007 | 8.      |
| 2007/2008 | 5.      |
| 2008/2009 | 8.      |
| 2009/2010 | 18.     |

#### Miejsca na podium chronologicznie
| Lp. | Dzień        | Rok  | Miejscowość     | Konkurencja                | Lokata | Pudła   | Czas biegu | Strata  | Zwycięzca             |
| --- | ------------ | ---- | --------------- | -------------------------- | ------ | ------- | ---------- | ------- | --------------------- |
| 1.  | 21 stycznia  | 2000 | Anterselva      | Sprint na 7,5 km           | 1.     | 0+0     | 24:22,8    | –       | –                     |
| 2.  | 13 lutego    | 2000 | Östersund       | Bieg pościgowy na 10 km    | 1.     | 0+0+0+0 | 31:29,3    | –       | –                     |
| 3.  | 16 marca     | 2000 | Chanty-Mansyjsk | Sprint na 7,5 km           | 3.     | 1+0+0+0 | 24:54,5    | +30,7   | Ołena Zubryłowa       |
| 4.  | 18 stycznia  | 2001 | Anterselva      | Sprint na 7,5 km           | 3.     | 0+0     | 23:51,0    | +17,2   | Magdalena Forsberg    |
| 5.  | 9 lutego     | 2001 | Pokljuka        | Bieg masowy na 12,5 km     | 2.     | 0+0+0+0 | 38:38,6    | +1:04,4 | Magdalena Forsberg    |
| 6.  | 28 lutego    | 2001 | Soldier Hollow  | Bieg indywidualny na 15 km | 3.     | 0+1+0+0 | 43:02,6    | +1:10,8 | Magdalena Forsberg    |
| 7.  | 17 marca     | 2001 | Oslo            | Bieg pościgowy na 10 km    | 3.     | 0+0+0+0 | 31:57,2    | +41,4   | Magdalena Forsberg    |
| 8.  | 22 grudnia   | 2002 | Osrblie         | Bieg pościgowy na 10 km    | 3.     | 1+0+1+0 | 32:45,6    | +34,6   | Ekaterina Dafowska    |
| 9.  | 17 stycznia  | 2003 | Ruhpolding      | Sprint na 7,5 km           | 2.     | 0+0     | 23:57,2    | +25,1   | Galina Kuklewa        |
| 10. | 19 stycznia  | 2003 | Ruhpolding      | Bieg pościgowy na 10 km    | 2.     | 0+0+0+1 | 33:20,8    | +28,2   | Ekaterina Dafowska    |
| 11. | 9 lutego     | 2003 | Lahti           | Bieg masowy na 12,5 km     | 2.     | 2+0+0+0 | 39:43,4    | +19,0   | Kati Wilhelm          |
| 12. | 15 lutego    | 2003 | Oslo            | Sprint na 7,5 km           | 3.     | 0+0     | 21:27,7    | +18,2   | Sandrine Bailly       |
| 13. | 17 lutego    | 2003 | Oslo            | Bieg pościgowy na 10 km    | 1.     | 0+0+0+1 | 31:09,7    | –       | –                     |
| 14. | 16 marca     | 2003 | Chanty-Mansyjsk | Bieg pościgowy na 10 km    | 1.     | 0+0+1+1 | 35:15,6    | –       | –                     |
| 15. | 14 grudnia   | 2003 | Hochfilzen      | Bieg pościgowy na 10 km    | 2.     | 0+1+2+0 | 39:26,8    | +14,4   | Sandrine Bailly       |
| 16. | 18 grudnia   | 2003 | Osrblie         | Bieg indywidualny na 15 km | 1.     | 0+0+0+0 | 43:07,0    | –       | –                     |
| 17. | 20 grudnia   | 2003 | Osrblie         | Sprint na 7,5 km           | 3.     | 0+0     | 20:09,4    | +33,5   | Sandrine Bailly       |
| 18. | 16 stycznia  | 2004 | Ruhpolding      | Sprint na 7,5 km           | 3.     | 0+0     | 24:57,2    | +56,1   | Liv Grete Poirée      |
| 19. | 7 lutego     | 2004 | Oberhof         | Sprint na 7,5 km           | 3.     | 1+0     | 25:51,0    | +53,2   | Liv Grete Poirée      |
| 20. | 8 lutego     | 2004 | Oberhof         | Bieg pościgowy na 10 km    | 2.     | 1+0+2+1 | 37:39,3    | +21,3   | Liv Grete Poirée      |
| 21. | 4 grudnia    | 2004 | Beitostølen     | Bieg pościgowy na 10 km    | 3.     | 0+1+0+0 | 30:18,2    | +25,5   | Uschi Disl            |
| 22. | 9 grudnia    | 2004 | Oslo            | Bieg indywidualny na 15 km | 1.     | 0+0+0+0 | 44:11,9    | –       | –                     |
| 23. | 14 stycznia  | 2004 | Ruhpolding      | Sprint na 7,5 km           | 3.     | 0+0     | 24:45,6    | +4,9    | Swietłana Czernousowa |
| 24. | 8 stycznia   | 2006 | Oberhof         | Bieg masowy na 12,5 km     | 1.     | 0+0+0+0 | 39:05,7    | –       | –                     |
| 25. | 22 stycznia  | 2006 | Anterselva      | Bieg masowy na 12,5 km     | 1.     | 0+0+1+0 | 38:07,2    | –       | –                     |
| 26. | 13 lutego    | 2006 | Turyn           | Bieg indywidualny na 15 km | 2.     | 0+1+0+1 | 49:24,1    | +1:10,8 | Swietłana Iszmuratowa |
| 27. | 18 lutego    | 2006 | Turyn           | Bieg pościgowy na 10 km    | 2.     | 1+1+0+0 | 36:43,6    | +1:13,6 | Kati Wilhelm          |
| 28. | 23 marca     | 2006 | Oslo            | Sprint na 7,5 km           | 1.     | 0+0     | 21:28,0    | –       | –                     |
| 29. | 1 grudnia    | 2006 | Östersund       | Sprint na 7,5 km           | 3.     | 1+0     | 24:05,0    | +35,2   | Magdalena Gwizdoń     |
| 30. | 13 grudnia   | 2006 | Hochfilzen      | Bieg indywidualny na 15 km | 2.     | 0+0+0+1 | 45:27,7    | +50,4   | Andrea Henkel         |
| 31. | 5 stycznia   | 2007 | Oberhof         | Sprint na 7,5 km           | 3.     | 0+0     | 24:18,4    | +19,7   | Magdalena Neuner      |
| 32. | 7 lutego     | 2007 | Anterselva      | Bieg indywidualny na 15 km | 3.     | 1+0+0+0 | 46:24,3    | +1:35,6 | Linda Grubben         |
| 33. | 10 lutego    | 2007 | Anterselva      | Bieg masowy na 12,5 km     | 2.     | 1+0+0+0 | 37:13,1    | +4,6    | Andrea Henkel         |
| 34. | 2 marca      | 2007 | Lahti           | Sprint na 7,5 km           | 1.     | 0+0     | 21:18,3    | –       | –                     |
| 35. | 4 marca      | 2007 | Lahti           | Bieg pościgowy na 10 km    | 1.     | 1+0+0+0 | 28:48,7    | –       | –                     |
| 36. | 29 listopada | 2007 | Kontiolahti     | Bieg indywidualny na 15 km | 1.     | 0+0+0+0 | 46:28,8    | –       | –                     |
| 37. | 30 listopada | 2007 | Kontiolahti     | Sprint na 7,5 km           | 1.     | 0+0     | 21:24,1    | –       | –                     |
| 38. | 2 grudnia    | 2007 | Kontiolahti     | Bieg pościgowy na 10 km    | 3.     | 0+0+1+0 | 31:59,7    | +42,5   | Tora Berger           |
| 39. | 13 grudnia   | 2007 | Pokljuka        | Bieg indywidualny na 15 km | 3.     | 0+1     | 43:47,3    | +1:18,2 | Jekatierina Jurjewa   |
| 40. | 14 lutego    | 2008 | Östersund       | Bieg indywidualny na 15 km | 2.     | 1+0+0+0 | 44:23,8    | +1:13,3 | Jekatierina Jurjewa   |
| 41. | 7 grudnia    | 2008 | Östersund       | Bieg pościgowy na 10 km    | 1.     | 0+1+2+0 | 32:42,4    | –       | –                     |
| 42. | 13 grudnia   | 2008 | Hochfilzen      | Bieg pościgowy na 10 km    | 1.     | 0+0+1+0 | 33:41,2    | –       | –                     |